# Kersaint-Plabennec
Kersaint-Plabennec (bretonisch Kersent-Plabenneg) ist eine französische Gemeinde mit 1537 Einwohnern (Stand 1. Januar 2022) im Nordwesten der Bretagne im Département Finistère.

## Lage
Die Groß- und Hafenstadt Brest liegt 12 Kilometer südlich und Paris etwa 500 Kilometer östlich (Angaben in Luftlinie).

## Verkehr
Bei Brest befinden sich Abfahrten an den Schnellstraßen E 50 Richtung Rennes und E 60 Richtung Nantes sowie bei Kersaint-Plabennec eine weitere an der E 50.
Der Bahnhof von Brest ist Endpunkt des TGV Atlantique nach Paris und von Brest und Landerneau verkehren Regionalbahnen in Richtung Morlaix/Rennes und Quimper/Nantes.
Nur fünf Kilometer südwestlich der Gemeinde nahe der Stadt Brest befindet sich der Regionalflughafen Aéroport de Brest Bretagne.

## Bevölkerungsentwicklung
| Jahr                       | 1962 | 1968 | 1975 | 1982 | 1990 | 1999 | 2008 | 2017 |
| Einwohner                  | 664  | 593  | 550  | 831  | 1001 | 1106 | 1270 | 1447 |
| Quellen: Cassini und INSEE |      |      |      |      |      |      |      |      |

## Sehenswürdigkeiten
- Kirche Saint-Étienne

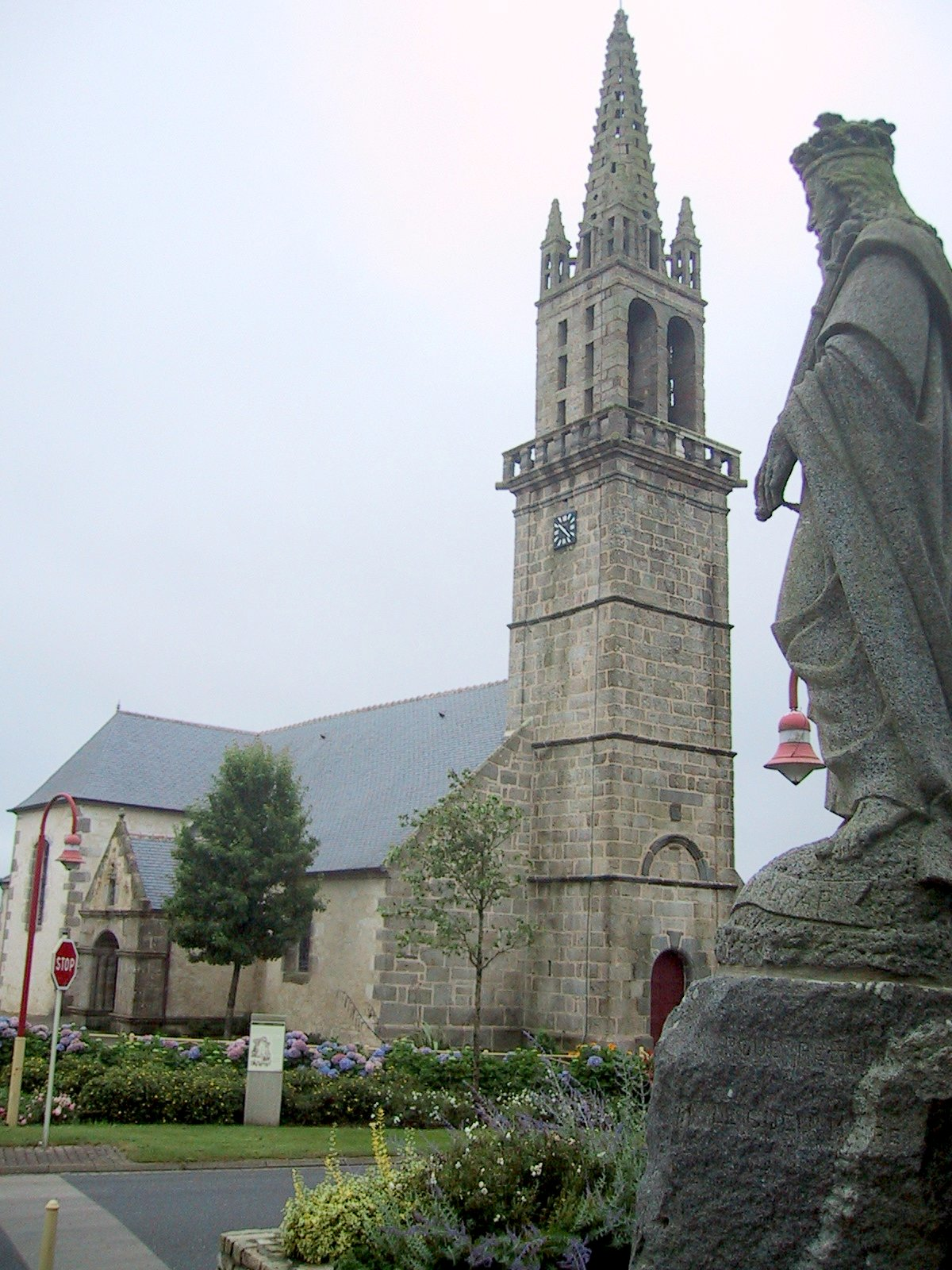
Kirche Saint-Étienne

Siehe auch: Liste der Monuments historiques in Kersaint-Plabennec